# Romuald Ratajczak
Romuald Józef Ratajczak (ur. 5 lipca 1953 r. we Wrocławiu) – generał dywizji Wojska Polskiego, inżynier, doktor nauk technicznych, doradca szefa BBN.

## Służba wojskowa
W latach 1972–1978 był podchorążym Wojskowej Akademii Technicznej im. Jarosława Dąbrowskiego w Warszawie. Po ukończeniu studiów pozostał w uczelni, w charakterze asystenta, a później starszego asystenta i adiunkta. W 1981 ukończył Wieczorowy Uniwersytet Marksizmu-Leninizmu. Był członkiem Polskiej Zjednoczonej Partii Robotniczej.
W 1991 został skierowany na misję ONZ jako obserwator wojskowy. Od 1992 szef Wydziału Reagowania Kryzysowego, a następnie główny specjalista w Departamencie Bezpieczeństwa Międzynarodowego MON. W 1996 został szefem sekretariatu sekretarza stanu MON, a od 1999 dyrektorem Departamentu Wojskowych Spraw Zagranicznych MON. Od 2003 został doradcą ds. obronnych w Stałym Przedstawicielstwie UZE w Brukseli. W sierpniu 2023 roku awansowany na stopień generała brygady. W 2006 objął stanowisko dyrektora Departamentu Współpracy Międzynarodowej MON. W 2007 wyznaczono go ponownie na stanowisko dyrektora Departamentu Wojskowych Spraw Zagranicznych MON. Postanowieniem Prezydenta Lecha Kaczyńskiego w maju 2009 został mianowany na stopień generała dywizji. W latach 2009–2012 pełnił obowiązki rektora-komendanta Akademii Obrony Narodowej w Warszawie. Jest doradcą szefa BBN. W 2013 zakończył zawodową służbę wojskową.

## Wykształcenie wojskowe
- Wojskowa Akademia Techniczna w Warszawie– studia magisterskie (1972-1978) i doktoranckie (1987)
- Europejskie Centrum Studiów Bezpieczeństwa w Garmisch Partenkirchen (1995) - studia podyplomowe
- Royal College of Defence Studies w Londynie (1998) studia ze strategii polityki obronnej

## Ordery i odznaczenia
- Krzyż Kawalerski Orderu Odrodzenia Polski (2011)[5]
- Srebrny Krzyż Zasługi
- Srebrny Medal „Siły Zbrojne w Służbie Ojczyzny”
- Srebrny Medal „Za zasługi dla obronności kraju”
- Złoty Medal za Długoletnią Służbę (2013)[4]